# Sant Joan i Sant Josep de Mataró
Sant Joan i Sant Josep de Mataró és una església del municipi de Mataró (Maresme) situada al carrer de Sant Josep. És una obra inclosa en l'Inventari del Patrimoni Arquitectònic de Catalunya.

## Descripció
Fou la segona església parroquial de la part del centre de la ciutat després de la Basílica de Santa Maria de Mataró. Antic convent, la façana és d'estil barroc força auster i amb certa tendència cap a les línies clàssiques. La farga s'endinsa a l'interior de l'illa de cases dels carrers Riera, Sant Josep i muralla de Sant Llorenç, per la qual cosa des dels seus finestrals es pot contemplar l'entorn enjardinat, actualment restaurat sota les línies artístiques més recents, que fa de terrassa d'unes galeries comercials ubicades en el carrer de la Riera. Per l'altre cantó en resta en convent i el claustre, propietat de l'ajuntament. El conjunt és protegit en façanes, volums i interiors.

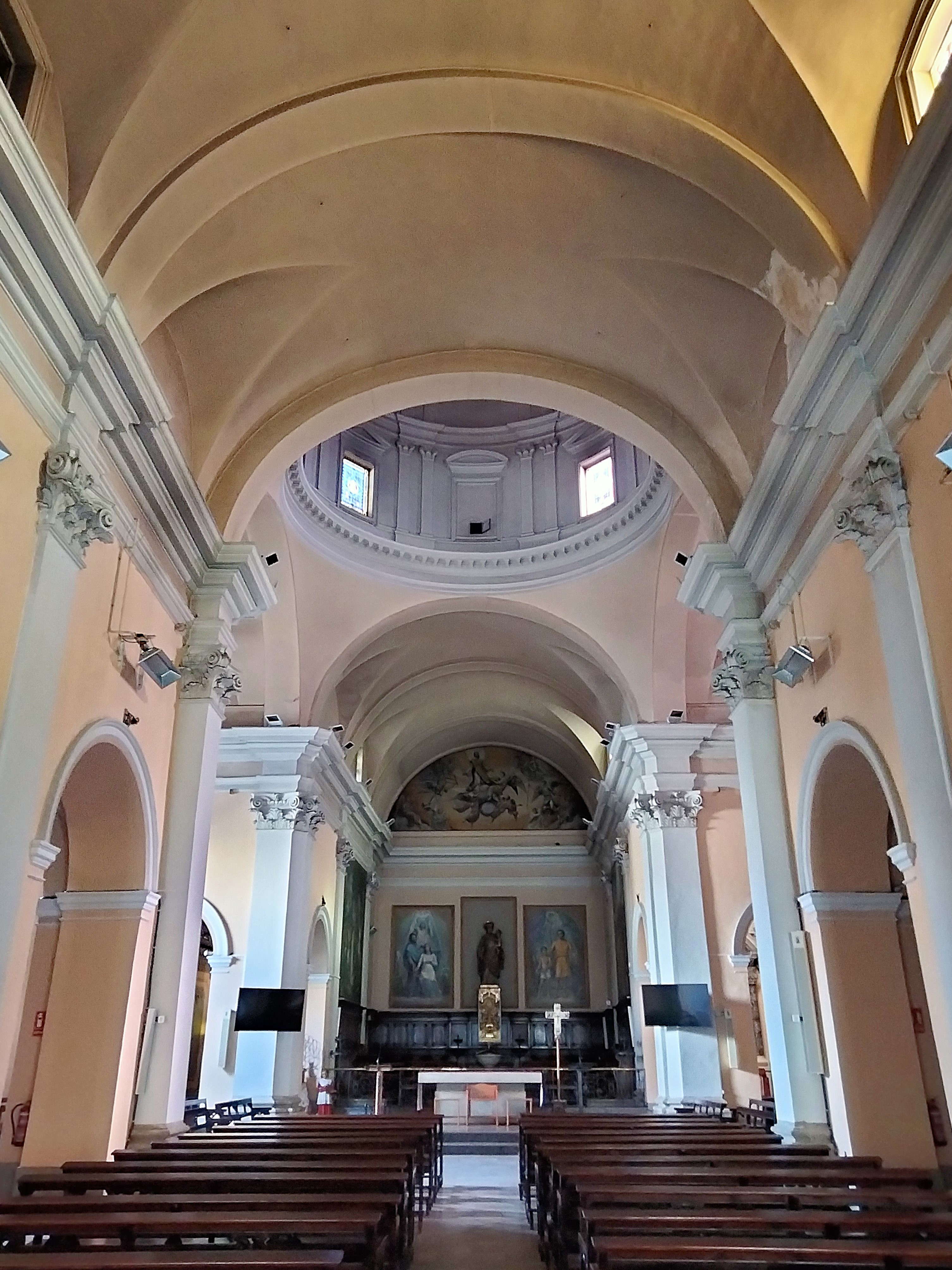
Interior de la nau

A la façana es pot veure un escut del Carme que ens declara la susdita procedència del convent. A l'interior hi ha una imatge de Sant Vicenç de Paül, d'estil barroc tardà i atribuïda a Damià Campeny.

## Història
Originàriament constituïa l'església del monestir de Sant Josep dels frares Carmelites, fundat l'any 1588. A la façana, els escuts del Carme declaren la susdita procedència. Amb motiu dels fets de 1835 els frares hagueren d'abandonar-lo i els edificis conventuals foren destinats més tard a centres docents i benèfics (Col·legi Concepcionistes, Creu Roja, Beneficència municipal). L'església perdurà tancada fins al 1843, en què fou tornada al culte.
El 1868 esdevé parròquia amb la doble advocació de Sant Josep i Sant Joan. El 1898 hi fou afegida l'actual casa rectoral.